# Imedi Media Holding
Die Imedi Media Holding (georgisch იმედი, dt. Hoffnung Media Holding) ist ein georgisches Medienunternehmen. Sie besitzt den privaten Fernsehsender Imedi TV, die Rundfunkstation Radio Imedi, eine Zeitschrift und die Nachrichtenagentur Imedi News.
Die Holding wurde 2001 gegründet. Besitzer sind der georgisch-russische Geschäftsmann Badri Patarkazischwili (49 %) und Rupert Murdochs News Corporation (News Corp) (51 %). Ein entsprechender Vertrag über den Kauf von Aktien wurde am 28. April 2006 in New York City unterzeichnet. Am 31. Oktober 2007 übergab Patarkazischwili News Corp. die Managementrechte seiner Aktien für den Zeitraum eines Jahres.

## Radio Imedi
Radio Imedi nahm seine Arbeit im Dezember 2001 in Tiflis auf der Frequenz 105.9 auf. Seit Dezember 2003 ist der Sender in ganz Georgien zu empfangen. Schwerpunkte des Senders sind Nachrichten und Analysen. Am 7. November 2007 wurde der Sendebetrieb von Staatsorganen unterbunden (Näheres unter Imedi TV). Am 6. Dezember desselben Jahres ging Radio Imedi wieder auf Sendung.

## Imedi TV
Imedi TV wurde im April 2003 gegründet. Geschäftsführer ist Bidsina Barataschwili. Auch der Fernsehsender stellt Nachrichten und politische Analysen in den Vordergrund. Der Sender kann in fast allen Regionen Georgiens empfangen werden. Von September 2004 bis April 2005 profilierte sich der Sender mit einer in Zusammenarbeit mit UNICEF vorbereiteten Wochenend-Talkshow zur Kindererziehung und -gesundheit, die enorm hohe Einschaltquoten erzielte.
Nach einer Meinungsumfrage des Umfrageinstituts MGM zwischen im März und April 2006 halten die Georgier Imedi TV für den glaubwürdigsten Fernsehsender im Lande. 67 % der Befragten erklärten, sie trauten Imedi am meisten, während 18,3 % sagten, ihnen erscheine Rustawi 2 glaubwürdiger. Alle anderen georgischen TV-Stationen wurden lediglich von jeweils unter vier Prozent der Befragten als glaubwürdig angesehen.
Der damalige Besitzer der Imedi Media Holding, Patarkazischwili, warf der georgischen Regierung im März 2006 vor, sie versuche über die Finanzbehörden Druck auf den Sender und ihn auszuüben. Dabei stellte er eine Verbindung zur Berichterstattung der Redakteure über den Mordfall Sandro Girgwliani her, in der über die Verwicklung von hochrangigen Mitarbeitern des georgischen Innenministeriums berichtet wurde.
Am 5. Juli 2007 deckte der Sender einen Missbrauch öffentlicher Mittel durch die Minister für Gesundheit, Wladimir Tschipaschwili, und den Minister für Flüchtlinge, Gia Chewiaschwili, auf. Während der Massenproteste in Georgien vom 2. bis 7. November 2007 stellte er sich gegen Präsident Micheil Saakaschwili auf die Seite der Demonstranten. Am 7. November wurden die Räume des Fernsehsenders von Polizeitruppen gestürmt. Der Sender wurde abgeschaltet und die Studiotechnik zum Teil zerstört. Am 14. November wurde Imedi TV offiziell die Sendelizenz entzogen. Nach Protesten des Europarats ging die Fernsehstation am 12. Dezember wieder auf Sendung.
Am 26. Dezember 2007 stellte der Sender seine Übertragungen vorübergehend ein, nachdem zwei Tage zuvor mutmaßliche Bemühungen des Mitbesitzers Patarkazischwili bekannt wurden, Präsident Saakaschwili mit einem Staatsstreich von Spezialtruppen des Innenministeriums zu stürzen. Das Management und die Mitarbeiter wollten sich damit von Patarkazischwili und "schmutzigen politischen Spielen" distanzieren.
Nach dem Tod des Miteigentümers von Imedi-TV, des Oligarchen Badri Patarkazischwili, im Jahre 2008 wurde der Sender von der Regierung übernommen.
Am 14. März 2010 löste ein Bericht des Senders Panik unter der Bevölkerung aus, nach dem erneut russische Truppen in Georgien einmarschiert seien und der Präsident getötet worden sei. Erst am Ende der Sendung wurde klargemacht, dass es sich nur um ein Szenario in Bezug auf eine Bedrohung durch Russland handle. Im Anschluss kam es zu Protesten der Bevölkerung gegen den Sender.

## Printmedien
Ursprünglich gehörte die am 30. Januar 1994 gegründete Tiflisser Tageszeitung Dilis Gazeti (dt. Morgenzeitung) zur Holding. Sie stellte ihr Erscheinen jedoch am 2. Juli 2004 wegen finanzieller Schwierigkeiten ein. Ihre Leser waren vor allem Beamte, Bankiers und Geschäftsleute gewesen.

## Eigentümerstreit
Am 28. April 2007 unterzeichneten Badri Patarkatsischwili und die News Corporation in New York City einen Vorvertrag über den Kauf der Anteile der Imedi Holding, dessen Einzelheiten vertraulich blieben. Es wird davon ausgegangen, dass kein Kapital den Besitzer gewechselt hat, obwohl berichtet wurde, dass Badri Patarkatsischwili möglicherweise einen Teil der Kontrolle über den Sender an die News Corporation abgegeben hat, um ihn gegen politisch motivierte Angriffe von Micheil Saakaschwili zu verteidigen. Patarkatsischwili kandidierte zu dieser Zeit bei den georgischen Präsidentschaftswahlen 2008 in der Opposition gegen Saakaschwili.
Nach dem Tod von Patarkatsischwili im Februar 2008 rückte die Frage der Eigentumsverhältnisse bei Imedi erneut in den Blickpunkt der Öffentlichkeit. Joseph Kay, der Stiefsohn von Patarkatsischwilis Tante, versuchte zusammen mit dem amerikanischen Anwalt Emmanuel Zeltser, die Kontrolle über Imedi sowie über andere Vermögenswerte der Familie Patarkatsischwili zu erlangen, indem er behauptete, im Besitz von Patarkatsischwilis Testament zu sein, in dem Kay zum Testamentsvollstrecker ernannt worden war. Diese Dokumente wurden später vor dem britischen High Court als Fälschungen erklärt.
Kay erwirkte vor dem Gericht in Tiflis ein Urteil, das die Familie von Patarkatsischwili daran hinderte, die Kontrolle über sein Vermögen in Georgien, einschließlich der Imedi-Sender, zu übernehmen. Kay behauptete, Patarkatsischwili habe ihn kurz vor seinem Tod gebeten, "sich um Imedi zu kümmern", und versprach, "das Gesicht wiederherzustellen, das es [Imedi] hatte, bevor Badri Patarkatsischwili in die Politik ging". Er wies die von einigen georgischen Oppositionspolitikern geäußerten Behauptungen zurück, dass die Behörden tatsächlich hinter dem Geschäft steckten. Giorgi Jaoshvili, ein georgischer Geschäftsmann und ehemaliger Nachlassverwalter von Patarkatsishvili, beschuldigte die Behörden, "psychologischen Druck" ausgeübt zu haben, um ihn zu "zwingen", seine Anteile an Imedi an Joseph Kay abzugeben.
Im Dezember 2008 reichte die Witwe von Patarkatsischwili, Inna Gudawadse, eine internationale Schiedsklage gegen die georgische Regierung ein, um die Rückgabe von Imedi und anderen Vermögenswerten zu fordern, die von der Regierung von Micheil Saakaschwili beschlagnahmt worden waren.
Im Juli 2011 einigte sich die Familie Patarkatsischwili mit der Regierung auf einen Vergleich, der die Rückgabe von Imedi an die von der Regierung beauftragten Personen vorsah. Da das Schiedsverfahren eine erhebliche finanzielle Belastung für die georgischen Steuerzahler darstellte, beschloss die Familie Patarkatsischwili, einen sogenannten „gegenseitigen Kompromiss“ zu schließen, bei dem die Familie auf alle Ansprüche auf das Eigentum an Imedi TV und dem Mtatsminda-Park verzichtete. Die Einzelheiten des Vergleichs wurden damals nicht veröffentlicht; sie wurden jedoch im Januar 2014 bekannt gegeben.
Bis Oktober 2012 stand der Sender faktisch unter staatlicher Kontrolle und wurde wegen seiner Parteilichkeit kritisiert. Elsa Vidal von der Organisation Reporter ohne Grenzen bezeichnete die Übertragung der Eigentumsrechte als "großen Rückschlag für die Meinungsfreiheit". Der Leiter des Senders, Giorgi Arveladze, war der ehemalige Wirtschaftsminister des Landes und ein langjähriger Freund von Präsident Michail Saakaschwili. Die Georgia Media Production Group, die Eigentümerin von Imedi, befand sich zu diesem Zeitpunkt im Besitz von Giorgi Arveladze. Giorgi Korakhashvili und Giorgi Mikeladze hielten 30 bzw. 15 Prozent der Anteile, die restlichen 10 Prozent befanden sich im Besitz von Joseph Kay.
Nach den Parlamentswahlen 2012, am 16. Oktober, begann die neue Regierung mit der Rückgabe der Georgia Media Production Group und von Imedi an die Familie Patarkatsischwili.[20] Giorgi Targamadse, ein Politiker und ehemaliger Imedi-Journalist, erklärte, dies sei ein "logisches" und "angemessenes" Ende der Geschichte. "Badri Patarkatsischwili hat Imedi TV gegründet, und ihm ist es zu verdanken, dass das Unternehmen mehrere Jahre lang funktionierte. Und ich glaube nicht, dass irgendjemand jemals daran gezweifelt hat, dass dieser Fernsehsender der Familie Patarkatsischwili gehörte. Mit anderen Worten: Die Gerechtigkeit ist wiederhergestellt", sagte Targamadse gegenüber Reportern. Nach einem Gerichtsbeschluss im November 2012 gab Joseph Kay die letzten 10 % der Georgia Media Production Group an die Familie Patarkatsischwili zurück, sodass Inna Gudawadse nun 100%ige Eigentümerin von Imedi ist. Am 5. November 2012 wurde Liana Zhmotova, die Tochter von Inna Gudawadse und Badri Patarkatsischwili, Generaldirektorin der Georgia Media Production Group.[22]
Natela Patarkatsischwili, die Mutter von Badri Patarkatsischwili, hat seitdem gefordert, dass die Verantwortlichen für die "kriminelle Enteignung" von Badris Vermögen, darunter Micheil Saakaschwili und Giorgi Arveladse, vor Gericht gestellt werden.[12] Am 23. Februar 2013 wurde der Bürgermeister von Tiflis, Gigi Ugulava, wegen der Veruntreuung von Imedi angeklagt. Eine Untersuchung ergab, dass das Büro des Bürgermeisters Druck auf Joseph Kay ausgeübt hatte, damit dieser seine Anteile an dem Unternehmen an die Regierung übergibt. Daraufhin schlug der georgische Chefankläger Archil Kbilashvili vor, Micheil Saakaschwili als Zeugen in dem Fall vorzuladen. "Ausgehend von der Aussage von Joseph Kay bestätigt er, dass alle Maßnahmen, die von den ehemaligen Regierungsbeamten zur Veruntreuung des Fernsehunternehmens ergriffen wurden, mit dem georgischen Präsidenten abgestimmt waren. Um die Angelegenheit zu klären, kann der Präsident als Zeuge vorgeladen werden", zitierten lokale Medien Kbilashvili mit den Worten.
Im Jahr 2021 wurde Imedi TV von der Media Finance Group, einem in den Niederlanden ansässigen Unternehmen, übernommen.